# Tinea caerula
Tinea caerula är en fjärilsart som beskrevs av Edward Meyrick 1927. Tinea caerula ingår i släktet Tinea och familjen äkta malar. Inga underarter finns listade i Catalogue of Life.